# Élections législatives koweïtiennes de 2024
Les élections législatives koweïtiennes de 2024 ont lieu le 4 avril 2024 afin de renouveler une partie des membres de l'Assemblée nationale du Koweït. 
Le scrutin est le quatrième de ce type en quatre ans, le pays étant l'objet d'une forte instabilité du fait de l'opposition entre les différents émirs et l'assemblée, dotée de pouvoirs relativement important pour un État du Golfe. Il s'agit également des premières élections depuis l'arrivée au pouvoir de l'émir Mechaal al-Ahmad al-Jaber al-Sabah, qui succède en décembre 2023 à son demi-frère Nawaf al-Ahmad al-Jaber al-Sabah.
La majorité sortante sort renforcée du scrutin en conservant une confortable majorité des sièges. Ahmad al Abdullah al Sabah est nommé Premier ministre par l'émir le 15 avril suivant, et entre en fonction avec son gouvernement un mois plus tard.

## Contexte

### Instabilité

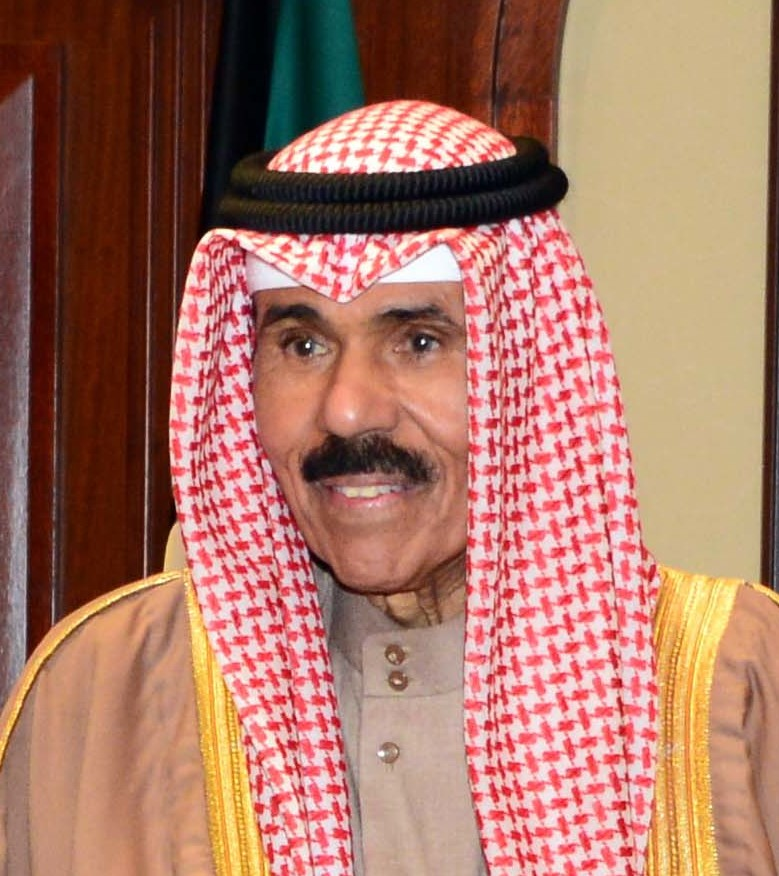
L'ancien émir Nawaf al-Ahmad al-Jaber al-Sabah.

Le Koweït est soumis depuis plusieurs années à une importante instabilité gouvernementale qui amène le prédécesseur de l'actuel émir, Nawaf al-Ahmad al-Jaber al-Sabah, a dissoudre l'Assemblée nationale en juin 2022, provoquant des élections anticipées deux ans avant la date prévue. Les gouvernements successifs se retrouvent notamment incapable de mener à bien un important projet de réformes visant à diversifier l'économie — encore largement basée sur les ressources en pétrole — qu'ils reportent à plusieurs reprises,.
L'Assemblée nationale koweïtienne a pour particularité de figurer parmi les parlements des monarchies du Golfe dotés des pouvoirs les plus importants, la plupart des pays voisins demeurant en 2023 des monarchies absolues munies de parlement dépourvus de réels pouvoirs. Les députés koweïtiens entretiennent au contraire une tradition de contrôle des actions du gouvernement en termes de dépenses des fonds publics. L'assemblée a ainsi par le passé mis en cause plusieurs ministres membres de la famille royale accusés de mauvaise gestion ou de corruption, dont le Premier ministre Sabah al-Khaled al-Sabah. 

### Élections anticipées en 2022

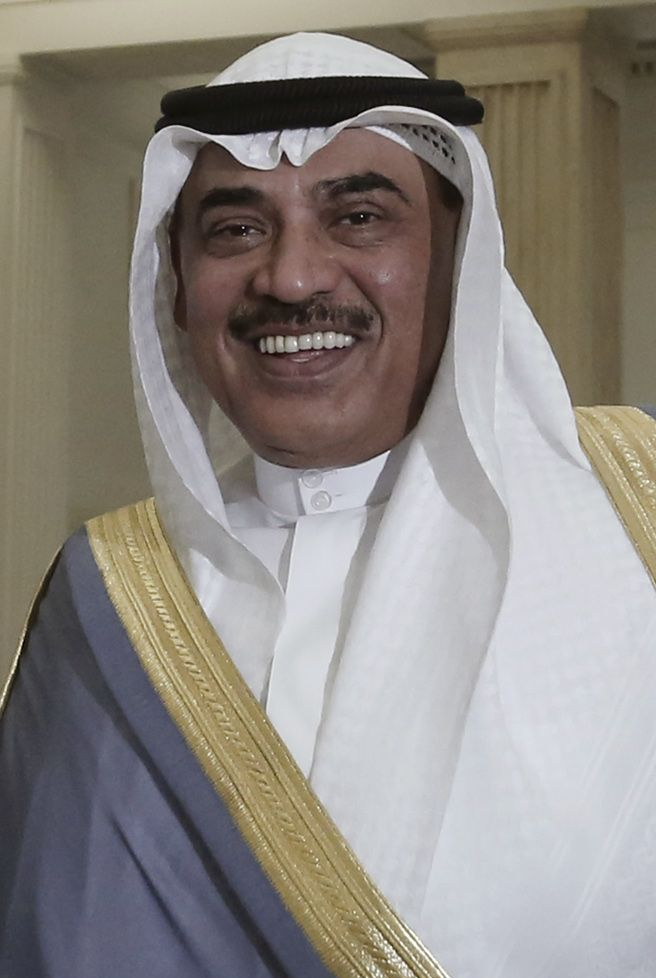
L'ancien Premier ministre Sabah al-Khaled al-Sabah.

Des élections anticipées en septembre 2022 sont ainsi convoquées en conséquence directe de la mise en cause de Sabah al-Khaled al-Sabah quelques mois plus tôt, celui-ci présentant la démission de son gouvernement peu avant de devoir être questionné par l'assemblée. Il est remplacé dans l'intervalle par Ahmad Nawaf al-Ahmad al-Sabah,. La promesse d'une absence d’ingérence des autorités dans le déroulement des élections amènent plusieurs partis d'opposition à mettre fin à leurs appels au boycott.
Sortie vainqueur, l'opposition se retrouve en position de force vis-à-vis de l'émir pour demander la nomination d'un gouvernement ayant l'appui de l'Assemblée nationale, en remplacement de celui du Premier ministre Sabah al-Khaled al-Sabah, choisi par l'émir,. L'émir perd ainsi son pari, la dissolution du parlement aboutissant à un renforcement de l'opposition parlementaire, et à un affaiblissement du gouvernement d'Ahmad Nawaf al-Ahmad al-Sabah. Si ce dernier parvient malgré tout à se maintenir avec le soutien de l'émir, son gouvernement formé en octobre 2022 fait les frais des nombreux désaccords avec l'assemblée, et finit par présenter sa démission en janvier 2023. Il s'agit alors du sixième gouvernement koweïtien en trois ans.

### Élections anticipées en 2023

L'ancien Premier ministre Ahmad Nawaf al-Ahmad al-Sabah.

Le résultat des élections fait cependant l'objet de plusieurs recours, qui conduisent la Cour constitutionnelle à décider le 19 mars 2023 l'annulation des résultats des élections de 2022, jugeant que le décret de dissolution de l'assemblée sortante comportait des erreurs et n'a donc pas suivi la procédure prévue par la constitution. L'assemblée élue en 2020 est par conséquent rétablie,. Face à cette situation politiquement intenable, l'émir décide le 3 mai de convoquer de nouvelles élections, fixées au 6 juin 2023,.
L'opposition sort à nouveau renforcée du scrutin, au détriment des candidats liés à la famille de l'émir. Les membres de l'assemblée nationale élus en 2022 sont en effet très largement reconduits, un résultat attribué au sentiment parmi la population que l'assemblée sortante n'a pas eu le temps de faire ses preuves, et qu'elle n'est pas responsable de la tenue anticipée du scrutin, à l’inverse du gouvernement jugé responsable du blocage politique.

### Nouvelles élections anticipées

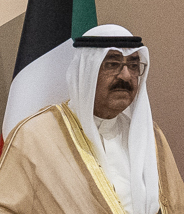
L'émir Mechaal al-Ahmad al-Jaber al-Sabah.

L'émir Nawaf al-Ahmad al-Jaber al-Sabah meurt le 16 décembre 2023, laissant le trône à son demi-frère Mechaal al-Ahmad al-Jaber al-Sabah, âgé de 83 ans. La nouvelle législature voit néanmoins très rapidement se poursuivre le conflit qui opposait son prédécesseur aux parlementaires.

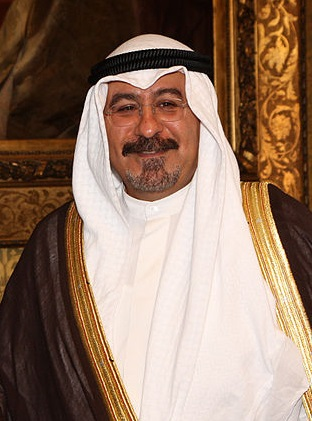
Le Premier ministre Muhammad al-Sabah al-Salim al-Sabah.

Le 4 janvier 2024, le nouvel émir nomme au poste de Premier ministre Muhammad al-Sabah al-Salim al-Sabah, qui devient le premier membre de la famille royale issu de la lignée du cheikh Salim Ier à occuper cette fonction. Sa prise de serment le 16 janvier est suivie de la formation du gouvernement, qui est présenté à l'Assemblée nationale le 6 février. L'émir prononce à cette occasion un discours dans lequel il critique le manque d'entente entre le gouvernement et l'Assemblée, qu'il qualifie de manquement à leurs « obligations nationales », et les accuse de nuire aux intérêts de l'État et de la population. L'un des députés, Abdul Karim Al Kandari, prononce en retour un discours dans lequel il fait référence aux critiques faites par l'émir.
Ces remarques d'un simple parlementaire semblant répondre directement au monarque sont interprétées comme une insulte envers l'émir par les membres du gouvernement, qui boycottent la séance parlementaire du 14 février. Le Premier ministre propose alors la dissolution de l'Assemblée nationale, qui est approuvée par le gouvernement avant d'être présentée à l'émir. Celui-ci la prononce par décret royal le 16 février, ouvrant la voix à de nouvelles élections dans les deux mois, par la suite fixées au 4 avril 2024,,.

## Système électoral

Bâtiment de l'assemblée à Koweït

Le parlement unicaméral du Koweït, l’Assemblée nationale, est composé de 50 à 65 membres dont 50 élus pour quatre ans au vote unique non transférable dans cinq circonscriptions de dix sièges chacune. Chaque électeur vote dans sa circonscription pour un candidat, et les dix candidats ayant recueilli le plus de voix dans chacune d'elles sont déclarés élus.
L'assemblée est composée d'un nombre variable de parlementaires ex officio en raison de l'incorporation des membres du gouvernement, qui en sont membres de droit. Le Premier ministre doit cependant obligatoirement être l'un des députés élus, et le nombre de membres du gouvernement — Premier ministre compris — est limité au tiers du total des parlementaires élus au scrutin direct, soit 16 membres, ce qui porte le total maximal des membres de l'assemblée à 65. Les membres du gouvernement obtiennent le droit de participer aux votes de l'assemblée, à l'exception des motions de confiance. Les députés élus sont également concernés par cette limitation s'ils deviennent membres du gouvernement, mais redeviennent simples députés s'ils le quittent,.

## Résultats
|                          |                                     |         |       |      |        |               |  |  |  |
| Parti                    | Parti                               | Voix    | %     | +/-  | Sièges | +/-           |  |  |  |
|                          | Alliance salafiste islamique        | 17 529  | 3,41  | 0,61 | 3      | en stagnation |  |  |  |
|                          | Mouvement constitutionnel islamique | 17 267  | 3,36  | 1,01 | 1      | 2             |  |  |  |
|                          | Taalof                              | 16 320  | 3,18  | 0,28 | 2      | en stagnation |  |  |  |
|                          | Bloc d'action populaire             | 15 886  | 3,09  | 0,02 | 2      | 1             |  |  |  |
|                          | Thawbit Al-Ummah                    | 15 577  | 3,03  | Nv   | 2      | 2             |  |  |  |
|                          | Forum démocratique du Koweït        | 5 041   | 0,98  | Nv   | 1      | 1             |  |  |  |
|                          | Alliance pour la justice et la paix | 4 415   | 0,86  | 0,12 | 1      | 1             |  |  |  |
|                          | Indépendants                        | 421 494 | 82,08 | 5,82 | 38     | 3             |  |  |  |
|                          |                                     |         |       |      |        |               |  |  |  |
| Votes valides            | Votes valides                       | 513 529 | 99,07 |      |        |               |  |  |  |
| Votes blancs et nuls     | Votes blancs et nuls                | 4 836   | 0,93  |      |        |               |  |  |  |
| Total                    | Total                               | 518 365 | 100   | –    | 50     | en stagnation |  |  |  |
| Abstentions              | Abstentions                         | 316 368 | 37,90 |      |        |               |  |  |  |
| Inscrits / participation | Inscrits / participation            | 834 733 | 62,10 |      |        |               |  |  |  |

## Analyse

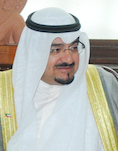
Ahmad al-Abdallah al-Sabah.

Avec exactement le même nombre de parlementaires que dans le parlement sortant, soit 29 sur les 50 directement élus, la majorité sortante sort largement renforcée du scrutin. Ce dernier renouvelle de fait la légitimité populaire des éléments les plus critiques du gouvernement de l'émir, qui progressent même en termes de voix. Au sein de l'opposition islamiste, le Mouvement constitutionnel islamique, branche locale des frères musulmans, connait cependant un recul en passant de 3 à 1 élus, au profit des chiites et des salafistes,. L'émir et son Premier ministre félicitent les vainqueurs ainsi que l'ensemble des personnes impliquées pour la bonne organisation du scrutin,,.
L'échec des partisans du gouvernement de l'émir revêt par ailleurs une importance particulière, la nouvelle législature étant appelée à approuver le choix du prince héritier de l'émir Mechaal al-Ahmad al-Jaber al-Sabah.
Ahmad al Abdullah al Sabah, membre lui aussi de la famille régnante, est nommé premier ministre le 15 avril 2024. Il prête serment avec le reste de son gouvernement et entre en fonctions le 15 mai suivant